# Volby 2007
V roce 2007 se konaly tyto volby:

## Leden
- 19. ledna:  Konžská demokratická republika, senátní
- 21. ledna:  Srbsko, parlamentní
- 21. ledna:  Mauritánie, senátní (1. kolo)
- 25. ledna:  Gambie, parlamentní
- 27. ledna:  Konžská demokratická republika, guvernérské (1. kolo)

## Únor
- 4. února:  Mauritánie, senátní (2. kolo)
- 9. února:  Turks a Caicos, parlamentní
- 11. února:  Turkmenistán, prezidentské
- 11. února:  Portugalsko, referendum
- 15. února:  Konžská demokratická republika, senátní (2. kolo)
- 17. února:  Lesotho, parlamentní
- 25. února:  Senegal, prezidentské

## Březen
- 4. března:  Estonsko, parlamentní
- 4. března:  Abcházie, parlamentní (1. kolo)
- 6. března:  Mikronésie, parlamentní
- 11. března:  Mauritánie, prezidentské (1. kolo)
- 18. března:  Abcházie, parlamentní (2. kolo)
- 18. března:  Finsko, parlamentní
- 25. března:  Hongkong, volba šéfa exekutivy
- 25. března:  Mauritánie, prezidentské (2. kolo)
- 26. března:  Egypt, referendum
- 31. března:  Benin, parlamentní

## Duben
- 1. dubna:  Wallis a Futuna, parlamentní
- 4. dubna:  Madagaskar, referendum
- 9. dubna:  Východní Timor, prezidentské (1. kolo)
- 15. dubna:  Ekvádor, referendum
- 21. dubna:  Nigérie, prezidentské a parlamentní
- 22. dubna:  Francie, prezidentské (1. kolo)
- 22. dubna:  Sýrie, parlamentní
- 27. dubna:  Turecko, prezidentské (1. kolo)
- 29. dubna:  Mali, prezidentské

## Květen
- 2. května:  Bahamy, parlamentní
- 6. května:  Turecko, prezidentské (2. kolo)
- 6. května:  Francie, prezidentské (2. kolo)
- 6. května:  Burkina Faso, parlamentní
- 9. května:  Východní Timor, prezidentské (2. kolo)
- 10.–12. května:  Seychely, parlamentní
- 11. května:  Mikronésie, prezidentské
- 12. května:  Arménie, parlamentní
- 12. května:  Island, parlamentní
- 14. května:  Filipíny, senátní, sněmovní a komunální
- 17. května:  Alžírsko, parlamentní
- 19. května:  Rumunsko, referendum
- 20. května:  Vietnam, parlamentní
- 20. května:  Evropská unie, parlamentní (Bulharsko)
- 24. května:  Irsko, parlamentní
- 27. května:  Sýrie, prezidentské
- 31. května:  Lotyšsko, prezidentské

## Červen
- 3. června:  Senegal, parlamentní
- 10. června:  Belgie, parlamentní
- 10. června:  Francie, parlamentní (1. kolo)
- 11. června:  Egypt, senátní
- 12. června:  Americké Panenské ostrovy, parlamentní
- 13. června:  Izrael, prezidentské
- 16. června:  Samoa, prezidentské
- 17. června:  Francie, parlamentní (2. kolo)
- 20. června:  Albánie, prezidentské (1. kolo)
- 24. června:  Konžská republika, parlamentní
- 27. června:  Albánie, prezidentské (2. kolo)
- 30. června:  Východní Timor, parlamentní
- 30. června–10. července:  Papua Nová Guinea, parlamentní

## Červenec
- 1. července:  Mali, parlamentní (1. kolo)
- 1. července:  Svatý Bartoloměj, parlamentní
- 1. července:  Svatý Martin, parlamentní (1. kolo)
- 7. července:  Lotyšsko, referendum
- 8. července:  Svatý Martin, parlamentní
- 8. července:  Albánie, prezidentské (3. kolo)
- 11. července:  Albánie, prezidentské (3. kolo)
- 14. července:  Albánie, prezidentské (4. kolo)
- 19. července:  Indie, prezidentské
- 19. července:  Arcach, prezidentské
- 20. července:  Albánie, prezidentské (5. kolo)
- 22. července:  Kamerun, parlamentní
- 22. července:  Turecko, parlamentní
- 22. července:  Mali, parlamentní (2. kolo)
- 24. července:  Vietnam, prezidentské
- 29. července:  Japonsko, senátní

## Srpen
- 5. srpna:  Konžská republika, parlamentní (2. kolo)
- 11. srpna:  Sierra Leone, prezidentské a parlamentní
- 18. srpna:  Kazachstán, parlamentní
- 18. srpna:  Maledivy, referendum
- 19. srpna:  Thajsko, referendum
- 20. srpna:  Britské Panenské ostrovy, parlamentní
- 20. srpna:  Turecko, prezidentské (3. kolo)
- 22. srpna:  Kiribati, parlamentní (1. kolo)
- 24. srpna:  Turecko, prezidentské (4. kolo)
- 25. srpna:  Nauru, parlamentní
- 28. srpna:  Nauru, prezidentské
- 28. srpna:  Turecko, prezidentské (5. kolo)
- 30. srpna:  Kiribati, parlamentní (2. kolo)

## Září
- 3. září:  Jamajka, parlamentní
- 7. září:  Maroko, parlamentní
- 9. září:  Guatemala, prezidentské (1. kolo) a parlamentní
- 16. září:  Řecko, parlamentní
- 23. září:  Madagaskar, parlamentní
- 30. září:  Ekvádor, parlamentní
- 30. září:  Ukrajina, parlamentní

## Říjen
- 6. října:  Pákistán, prezidentské
- 7. října:  Kostarika, referendum
- 9. října:  Etiopie, prezidentské
- 11. října:  Gibraltar, parlamentní
- 14. října:  Togo, parlamentní
- 17. října:  Kiribati, prezidentské
- 20. října:  Tokelau, referendum (1. kolo)
- 21. října:  Švýcarsko, parlamentní
- 21. října:  Alandy, parlamentní
- 21. října:  Slovinsko, prezidentské (1. kolo)
- 21. října:  Turecko, referendum
- 21. října:  Polsko, parlamentní
- 21. října:  Kyrgyzstán, referendum
- 22.–24. října:  Tokelau, referendum (2 kolo)
- 27. října:  Omán, parlamentní
- 28. října:  Argentina, všeobecné

## Listopad
- 3. listopadu:  Severní Mariany, parlamentní
- 4. listopadu:  Guatemala, prezidentské (2. kolo)
- 5. listopadu:  Trinidad a Tobago, parlamentní
- 11. listopadu:  Slovinsko, prezidentské (2. kolo)
- 13. listopadu:  Dánsko, parlamentní
- 17. listopadu:  Kosovo, parlamentní
- 19. listopadu:  Marshallovy ostrovy, parlamentní
- 20. listopadu:  Jordánsko, parlamentní
- 24. listopadu:  Austrálie, parlamentní
- 25. listopadu:  Chorvatsko, parlamentní
- 25. listopadu:  Evropská unie, parlamentní (Rumunsko)
- 25. listopadu:  Rumunsko, referendum

## Prosinec
- 2. prosince:  Rusko, parlamentní
- 2. prosince:  Venezuela, referendum
- 9. prosince:  Turkmenistán, do Lidové rady
- 9. prosince:  Pitcairnovy ostrovy, všeobecné
- 12. prosince:  Švýcarsko, do Spolkové rady
- 16. prosince:  Kyrgyzstán, parlamentní
- 18. prosince:  Bermudy, parlamentní
- 19. prosince:  Jižní Korea, prezidentské
- 23. prosince:  Thajsko, parlamentní
- 23. prosince:  Uzbekistán, prezidentské
- 27. prosince:  Keňa, parlamentní a prezidentské
- 31. prosince:  Bhútán, do Národní rady